# Narcisa
Narcisa ist ein weiblicher Vorname.

## Herkunft und Bedeutung
Der Name ist die weibliche italienische, spanische, portugiesische und rumänische Form von Narcissus.
Dieser Name wiederum ist die latinisierte Form des griechischen Ναρκισσος (Narkissos); möglicherweise abgeleitet von ναρκη (narke), was Schlaf, Betäubung/Erstarrung bedeutet. Narkissos war ein wunderschöner Jugendlicher in der griechischen Mythologie, der so lange auf sein eigenes Spiegelbild starrte, bis er schließlich starb und in eine Narzissenblume verwandelt wurde.
Dieser Name taucht kurz in den Briefen des Neuen Testaments auf und wurde auch von einigen frühen Heiligen getragen, darunter einem Patriarchen Jerusalems aus dem 2. Jahrhundert. Es wurde bis heute vor allem in katholischen Gebieten verwendet, normalerweise zu Ehren des Heiligen im Gegensatz zum mythologischen Charakter.

## Bekannte Namensträgerinnen
- Narcisa Escaler (* 1944), philippinische Diplomatin und Unternehmerin
- Narcisa Landázuri (* 1992), ecuadorianische Sprinterin
- Georgeta Narcisa Lecușanu (* 1976), rumänische Handballspielerin
- Narcisa de Jesús Martillo Morán (1832–1869), ecuadorianische Jungfrau